# Cueva
Cueva, stari indijanski narod koji je u prvoj polovici 16. stoljeća živio na području Dariéna u Panami. Nestali su između 1510. i 1535. šo je rezultat španjolske kolonizacije.
Suvremeni Cuna Indijanci su prema nekim autorima možda njihovi potomci, dok drugi autori smatraju da su se Cune naselili na njihov teritorij nakon njihovog iščeznuća.